# Le Pacte !
Le Pacte ! est la cinquante-huitième histoire de la série Les Aventures de Buck Danny de Frédéric Zumbiehl. Elle est publiée sous forme d'album en 2021. Elle est la troisième partie d'une trilogie.

## Résumé
Buck et Sonny tombés dans un coma profond à la suite de leur immersion dans la mer glacée sont récupérés par le Charles-de-Gaulle avec Tumbler. Pendant que les deux pilotes sont entre la mort et la vie, Lady X désavouée par le Cercle est discrètement remplacée comme leader de l'opération par Sato Yamasaki (cf. albums La Nuit du Spectre et Defcon One) membre éminent du Kokuryūkai alors au Japon.
Buck et Sonny réchappent alors à une tentative de meurtre de la part d'un membre du porte-avion. Tumbler les sauve de justesse juste avant leur réveil du coma. Porteurs du vaccin contre le virus, leur sang est rapidement acheminé à Fort Detrick, QG de l'USAMRIID.
Lady X et son équipe sont alors planqué dans une base secrète dans le désert de Sonora au Mexique. Sato prend l'opération en mains et son plan est toujours de pulvériser le virus à travers les États-Unis. C'est alors que le docteur Xi et Natalya découvrent que le virus a muté ; le vaccin est désormais inutilisable. Les spécialistes américains font le même constat. Le virus risquant la disparition de l'humanité entière, Lady X prend la fuite et attire Buck en lui envoyant un message personnel avec des coordonnées en Arizona et le mot "Alone".
24 heures plus tard, Buck et Sonny sont rejoints par Lady X dans le désert d'Arizona et sont immédiatement attaqués par un drone Reaper. Ils en réchappent grâce à Lady X. Passant pour morts, ils dénichent deux jets dans la réserve de l'AMARG, un F-4 et un A-10.
Sonny pilotant l'A-10 détruit la base secrète puis poursuit et abat l'Osprey pendant que Lady X et Buck recherchent le F-35 piloté par Sato. Celui-ci étant introuvable et invisible à l'AWACS qui surveille la zone, ils en arrivent à la conclusion qu'il voyage à bord d'un train. Faisant d'abord fausse route sur la mauvaise le ligne ferroviaire, Lady X et Buck le retrouvent en face à face dans le canyon du Río Grande. Les deux jets sont mutuellement touchés, Sato et Buck s'éjectent tandis que Lady X poursuit son vol. Un duel s'ensuit entre les deux ennemis, gravement touché Sato saute dans le canyon et disparait. Tumbler arrivé à la rescousse en F-18 prend en chasse Lady X et abat son jet. Elle a juste le temps de s'éjecter et atterrit du mauvais côté de la frontière mexicaine.
Malone et Becker de la Defense Intelligence Agency, retrouvent en scaphandre NBC dans le labo P4 de la base secrète Natalya et le docteur Xi. Celui-ci a réussi à stabiliser le virus et l'offre à Becker qui est en fait une taupe. Natalya déchire la combinaison de Becker puis le contamine avec le virus, elle fait de même avec le docteur Xi. Ceux-ci meurent sur le champ.
De retour sur l'USS Ronald Reagan, Buck, Sonny et Tumbler discutent avec Malone. Natalya a été récupérée par le FSB et finira en prison en Russie tandis que Lady X fait un séjour au pénitencier de haute sécurité Supermax Florence.

## Contexte historique
Le sujet de fond de cet album est une attaque bioterroriste à base d'arme biologique virale.
Le programme de guerre biologique américain a vu le jour pendant la Seconde Guerre mondiale mais s'est interrompu en 1969, lorsque le président Richard Nixon l'a finalement jugé inadéquat et a ordonné la destruction de tout l'arsenal biologique des États-Unis. Cette décision était en partie motivée par la constitution d'une défense nucléaire basée sur la dissuasion, qui rendait apparemment inutile le développement d'armes biologiques dont d'autres pays pourraient aussi se doter.
Plusieurs pays possèdent en 2020 un programme de guerre biologique. Le département de la Défense américain soupçonne une dizaine de pays de poursuivre des programmes de guerre biologique dont la Russie, Israël, la Chine, l'Iran, la Libye, la Syrie et la Corée du Nord. Le programme irakien a pour sa part été anéanti après la première guerre du Golfe.
Les armes biologiques offensives sont néanmoins interdites par le traité multilatéral de 1972, dont le but était l'élimination des systèmes d'armes biologiques. En 1996, ce traité avait été signé par 137 pays.
Par opposition à la bombe atomique, les armes biologiques sont bon marché et nécessitent peu d’infrastructures pour leur production et leur stockage. Elles sont donc plus discrètes. En effet, s’il est extrêmement difficile de camoufler une usine fabriquant l’arme nucléaire, il est en revanche aisé de maquiller un laboratoire de production d’armes biologiques en un laboratoire de recherche tout à fait ordinaire. De plus, même s’il est délicat de rendre efficace une arme biologique, il est relativement simple de s’en procurer, et le manque d’efficacité est comblé par l’effet de panique provoqué.
Enfin, le cœur du problème de l’apparition du bioterrorisme est le lien très fort entre la guerre et la science. Particulièrement pendant la guerre froide, période durant laquelle l’équilibre de la terreur entre les deux Blocs ne s’est maintenu que par une course permanente à l’armement incluant les armes de dissuasion telle la bombe atomique, la plus connue car la plus spectaculaire arme de destruction massive, mais aussi les armes biologiques, dont des stocks impressionnants ont été constitués à l’abri des regards indiscrets.

## Personnages
- Buck Danny
- Jerry Tumbler
- Sonny Tuckson
- Lady X
- Sato Yamasaki
- Natalya Shemyova
- Docteur XI

## Avions
- Lockheed Martin F-35 Lightning II
- Boeing-Bell V-22 Osprey
- General Atomics MQ-9 Reaper
- McDonnell Douglas F-4 Phantom II
- Fairchild A-10 Thunderbolt II
- Boeing F/A-18E/F Super Hornet